# Change Island
Change Island ("Veranderingseiland") is een eiland van 22,5 km² in de Canadese provincie Newfoundland en Labrador. Het ligt zo'n 4 km ten noordoosten van het schiereiland Port Albert en minder dan 6 km ten westen van Fogo Island. Enkel het meest noordelijke gedeelte van het eiland is bewoond, hetwelk deel uitmaakt van de gemeente Change Islands.

## Geografie
Change Island is bij verre het grootste eiland van de Change-eilanden, een archipel vlak voor de noordkust van Newfoundland. Het eiland is langsheen zijn noord-zuidas bijna 12 km lang, maar het bereikt nergens een breedte van 3 km. Hierdoor heeft het een uitgesproken langwerpig karakter. Op het noordelijke gedeelte na is het eiland onbewoond. De afstand van daar tot aan het vertrekpunt van de veerboten wordt overbrugd door Change Islands Road. In het noorden wordt het door de amper 80 meter brede Main Tickle gescheiden van Diamond Island. Tussen beide eilanden is een brug gebouwd.

## Bereikbaarheid
Aan het zuidelijkste punt van het eiland ligt een kleine veerhaven van waar dagelijks meerdere veerboten naar zowel Fogo Island als naar de haven van Port Albert (op Newfoundland) varen. De tocht naar Port Albert (6 km) duurt 20 minuten.

## Galerij

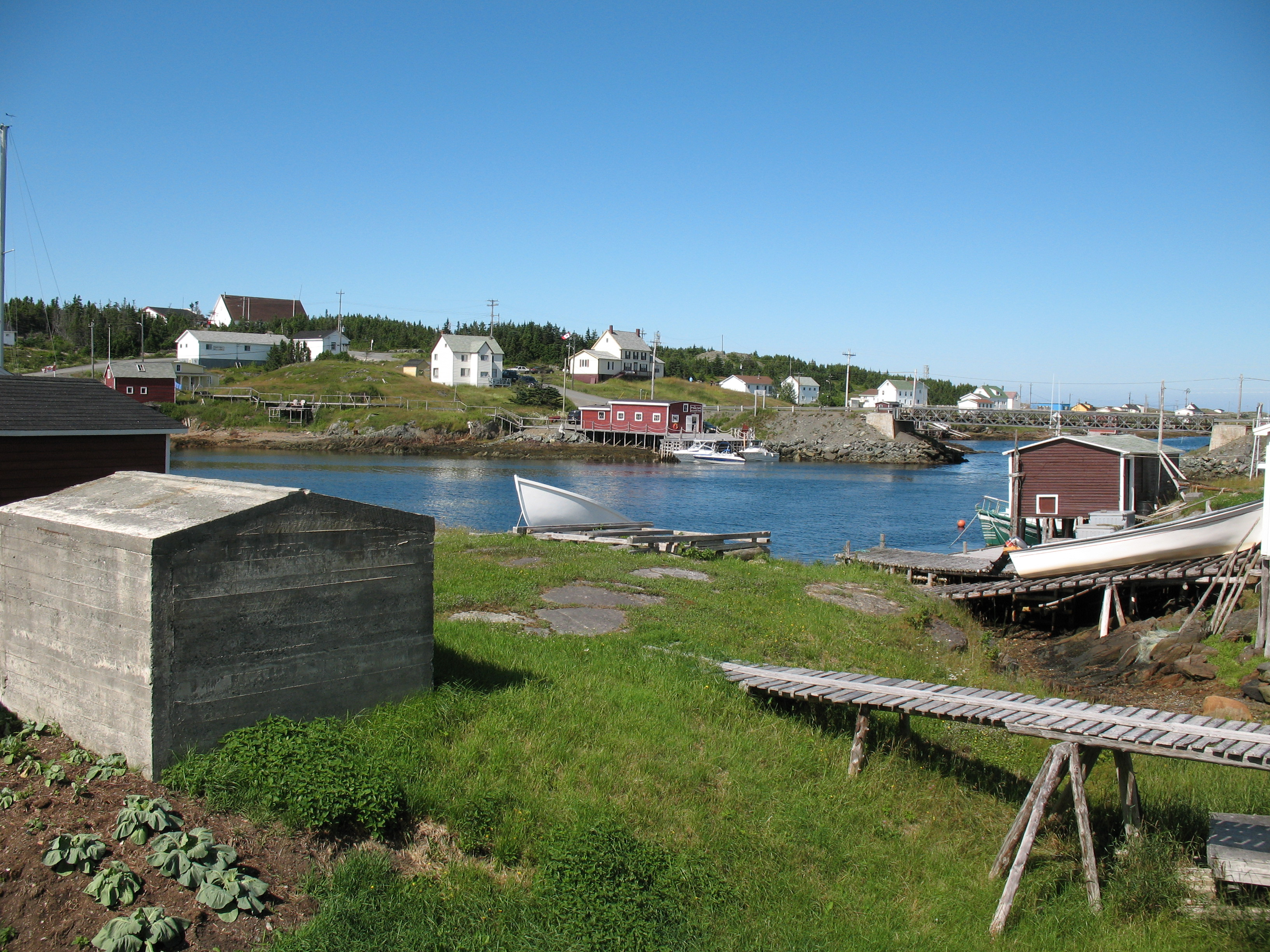
Zicht op de tickle die Change en Diamond Island van elkaar scheidt, met de brug op de achtergrond. Change Island is het eiland op de voorgrond.
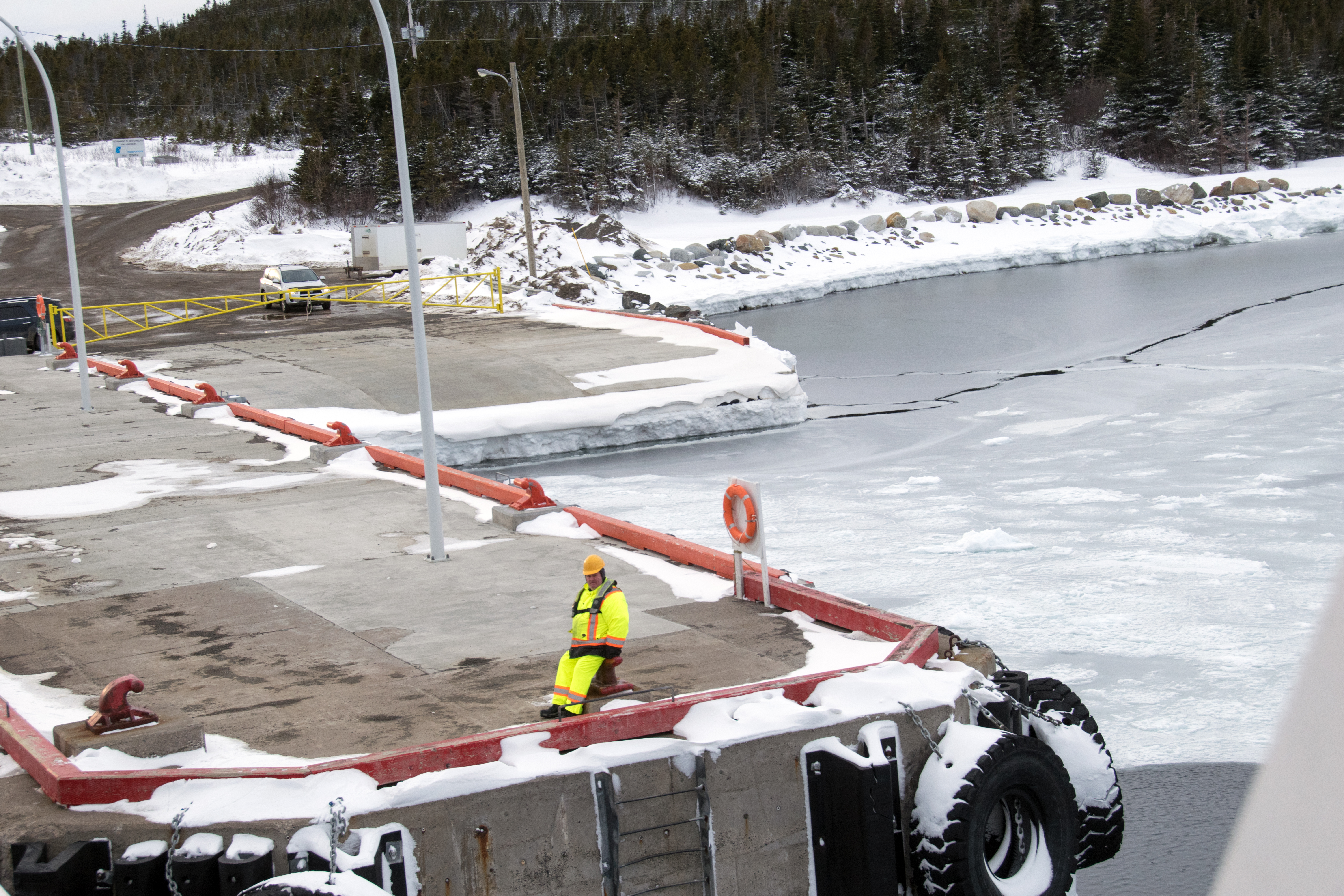
De aanlegsteiger van Change Island gezien vanop de veerboot M.V. Veteran.